# Топфхелм

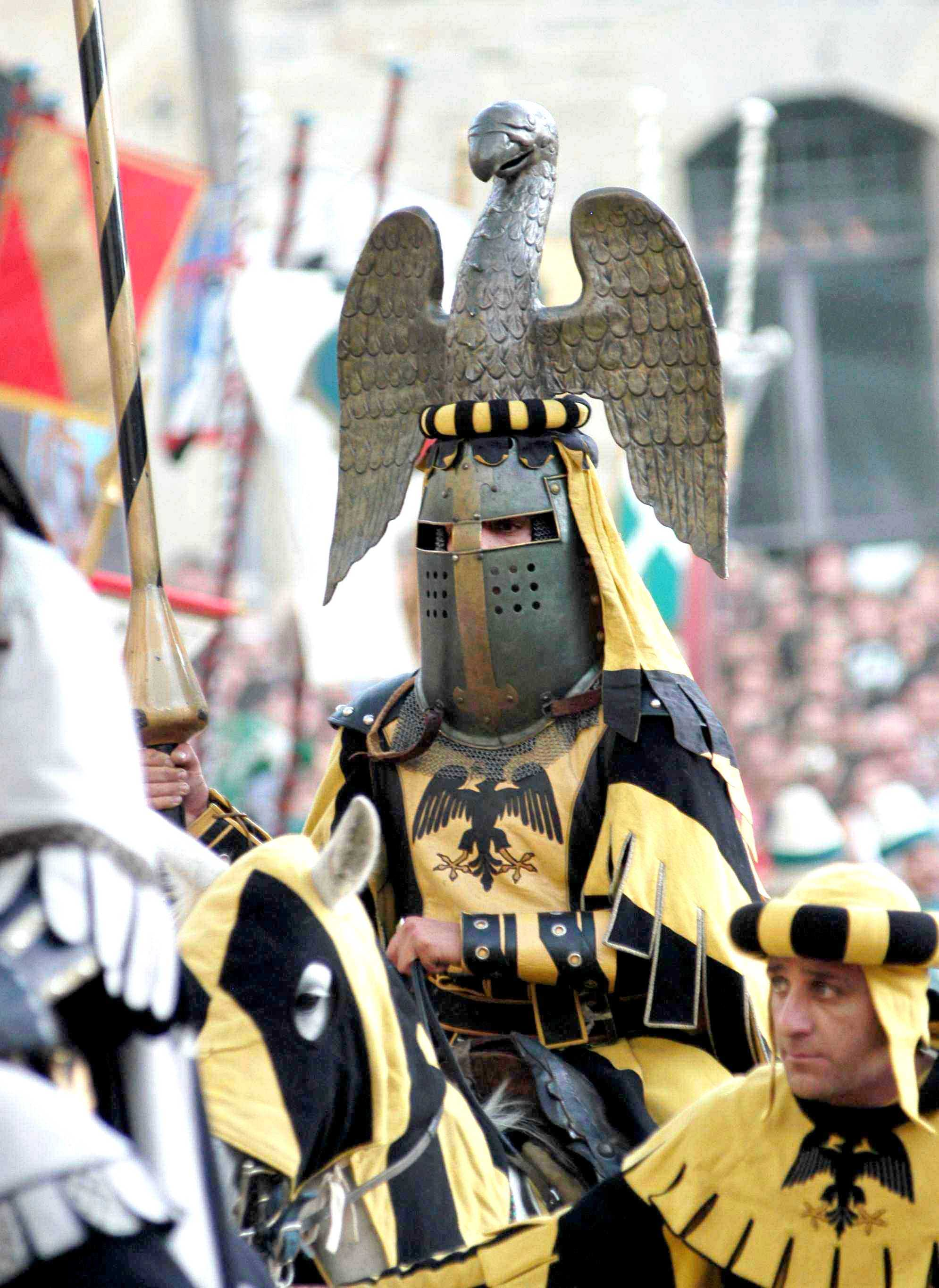
Реконструктор в сюрко, в турнирном горшковом шлеме с нашлемной фигурой, бурлетом и намётом

Топфхельм (в оружиеведении XIX—XX вв. нем. Topfhelm — «горшковый шлем» , англ. Great Helm — «Большой Шлем», фр. Heaume — «Шлем») — шлем для кавалерийского боя, появившийся примерно в конце XII века во времена крестовых походов. Состоял из тульи, собранной из нескольких пластин (реже — цельнокованной), предличной пластины и назатыльника.

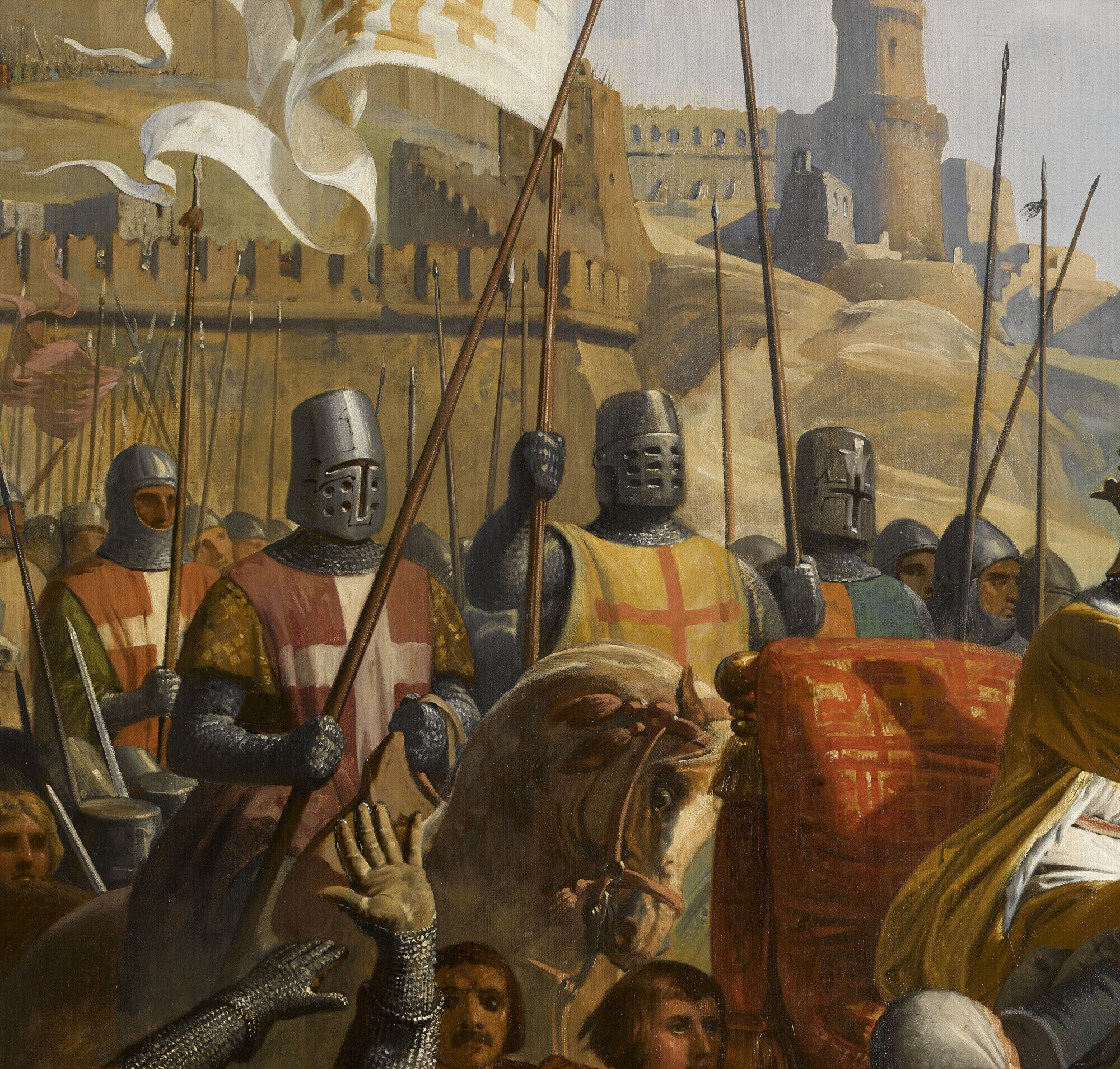
Битва при Монжизаре 1177 г. Фрагмент картины Шарля Ларивьера (1844), отражающий представление художников XIX в. о подобных типах шлемов

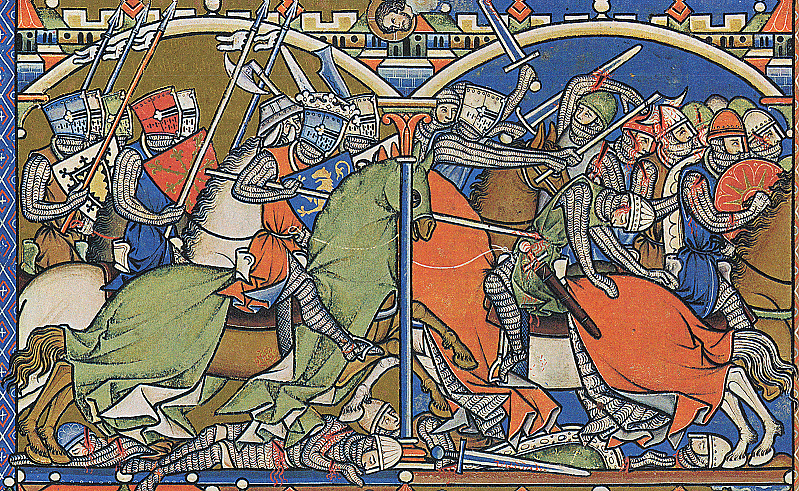
Давид побеждает филистимлян. Миниатюра из «Библии Мациевского», середина XIII века. Folio 39

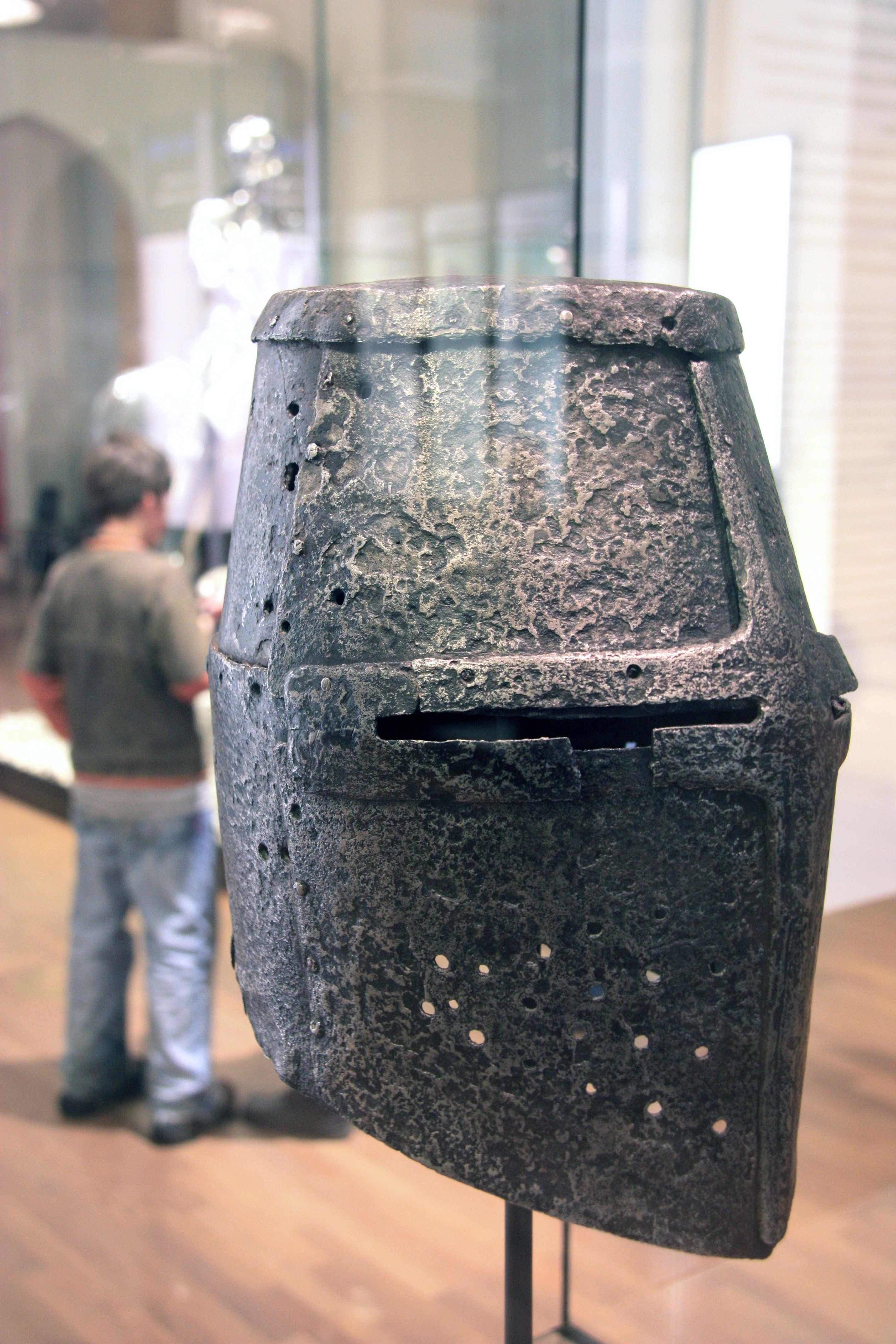
Топфхелм XIII века в витрине Немецкого исторического музея в Берлине

Конструкция шлема обеспечивала защиту головы спереди, с боков и сзади, обзор осуществлялся через узкие (шириной 9—12 мм) смотровые щели, и на ближних дистанциях являлся несколько ограниченным. Ниже прорезей для глаз располагались отверстия для вентиляции. Иногда они пробивались упорядоченно, формируя целые узоры или изображения (например в виде короны на шлеме Эдуарда Уэльского, известного как «Черный Принц»). На поздней разновидности топфхельма XIV века — кюбельхельме (нем. Kübelhelm) — вентиляционные отверстия располагались, как правило, только с правой стороны шлема, чтобы не ослаблять металл на левой стороне, наиболее подверженной ударам вражеских копий.

## Топфхельм раннего типа
Изначально к появлению шлема типа «топфхельм» привело увеличение наносника, его разрастание в нижней части таким образом, что верхняя половина лица стала практически закрыта полумаской. Поводом для этого послужила возросшая роль таранного копейного удара, которая заставила всадников и мастеров оружейников искать пути снижения опасности от соскальзывания копья (ударившего в щит), в лицо обороняющегося. Так же, со временем, для упрощения изготовления и увеличения внутреннего объёма, призванного уменьшить воздействие ударов в голову (увеличенный объём позволял использовать стеганный подшлемник и исключал контакт стенок шлема с головой владельца), форма шлема изменилась — из конической она стала цилиндрической. Полумаска, к тому времени стала так же изготовляться проще — в железном листе пробивались отверстия для глаз, одновременно с этим появилась и защита нижней части лица — железный лист, в котором пробиты множество отверстий для притока воздуха. С добавлением назатыльника мы видим полностью сформировавшийся вид раннего топфхельма. Изображения подобных шлемов известны с конца XII века — в рукописи «Энеиды» ок. 1200 года, на богатой отделке алтаря из собора в Аахене и т. д.
Следующим этапом конструктивного развития этого вида шлема можно считать появление на нём продольного ребра, проходившего от лба до подбородка по линии носа. Это новшество связано с тем, что, как только лицо воина стало в достаточной мере защищено от ударов, инженерная мысль пошла дальше, стараясь не только защитить лицо непосредственно от контакта с вражеским оружием, но и снизить кинетическую энергию удара, в первую очередь копейного. Появление продольного ребра способствовало тому, что наконечник копья соскальзывал в сторону, не способный пробить металл и не успевая передать энергию мощного удара в голову, защищенную шлемом. В это же время появилась и крестообразная накладка, вертикальными лучами креста проходящая от лба до подбородка, горизонтальными — обрамляя смотровые щели. Концы лучей креста могли быть оформлены в виде трилистника или лилии. Подобные шлемы нам прекрасно показаны на миниатюрах Библии Мациевского (середина XIII века) и многих других изображениях этого периода.

## Топфхельм позднего типа

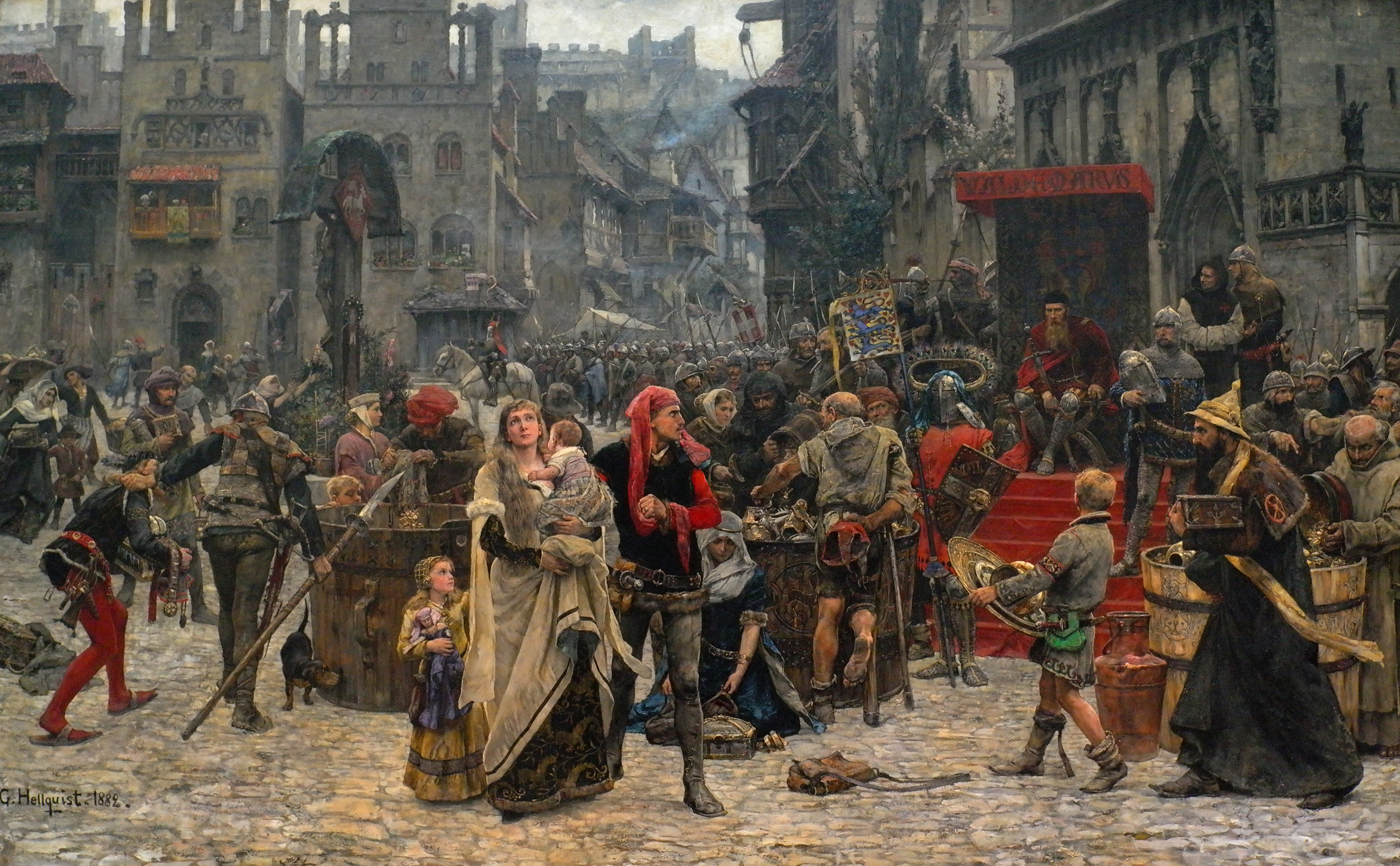
«Вальдемар IV Аттердаг собирает дань c жителей Висбю». Худ. К. Г. Хелльквист (1882). По обе стороны от сидящего короля стоят рыцари с кюбельхельмами

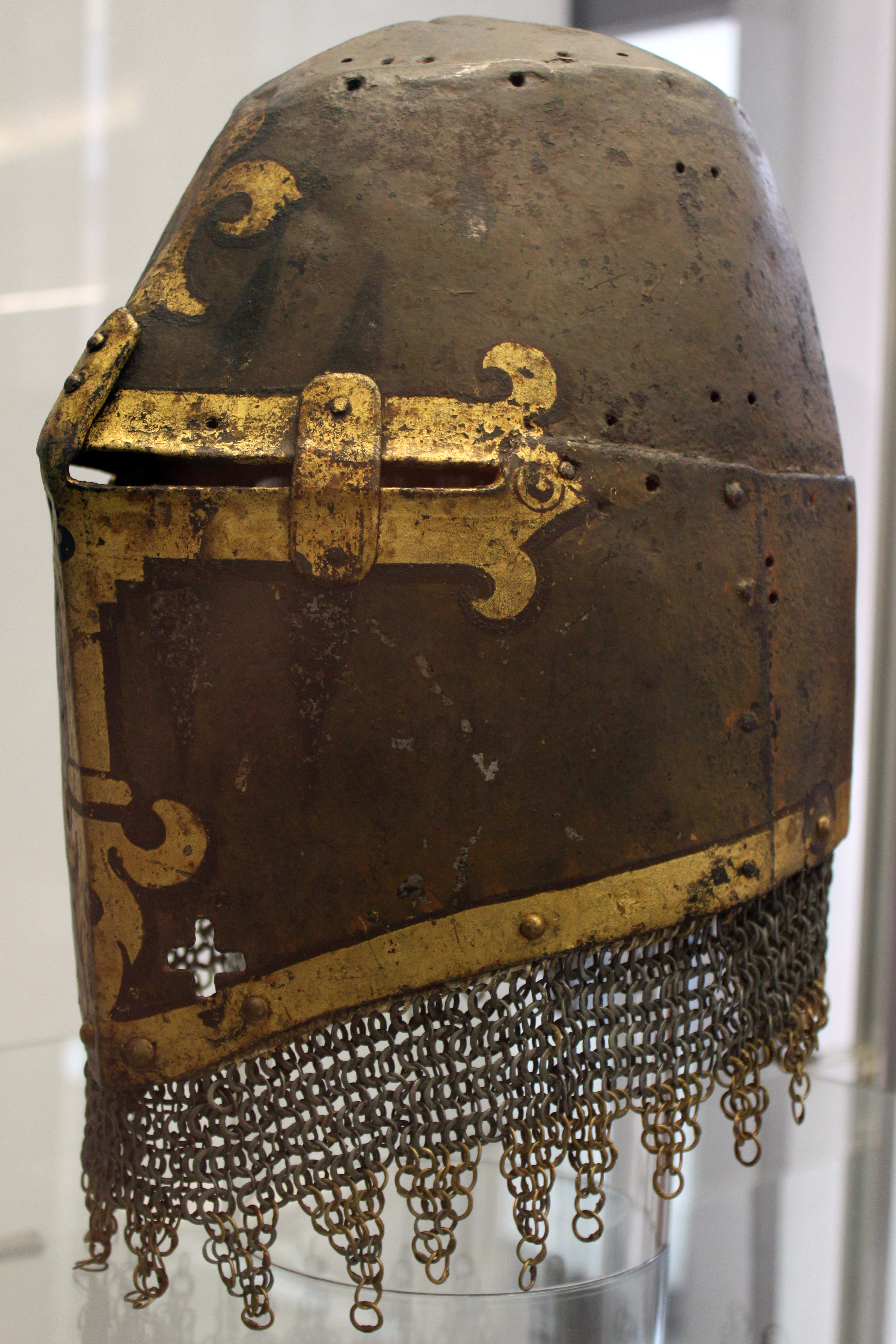
Топфхелм из гробницы рыцаря Ханса фон Корнбурга. Нюрнберг, 1350 г.

К началу XIV века форма топфхельма в очередной раз претерпела изменения. Он увеличился в размерах, так как общепринято стало надевать его поверх малого шлема — сервильера, а, впоследствии, бацинета. Это диктовалось как стремлением к абсолютной защите рыцаря, так и меняющимся характером войны — профессиональному воину (которым являлся рыцарь или тяжеловооруженный латник) требовалось находиться вооруженным долгое время, нежели раньше — когда вооружались непосредственно перед битвой.
Таким образом, воин в бацинете (или, чуть ранее, в сервильере) находился в достаточно снаряженном виде для боя. Но чисто гипотетически, как только он видел угрозу широкомасштабной схватки, он надевал поверх бацинета (сервильера) шлем-топфхельм и был готов к полевому сражению по максимуму, где ему отводилась главенствующая, «таранная» роль. Описанный выше умозрительный момент имеет отношение к периоду Столетней войны, с изменившимся характером боя, в частности, и войны, в целом. Хотя, английское рыцарство, вполне вероятно, столкнулось с этим несколько раньше, в шотландских походах начала XIV века. Такие увеличенные в размерах горшковые шлемы второй половины XIV века иногда называют кюбельхельмами (Kübelhelm) — от нем. Kübel («чан», «бадья»).
В эту эпоху шла активная фаза поиска новых форм, что привело к появлению гибридов — шлемов с забралом, которые трудно отнести к определённой, «классической» классификации — они похожи на топфхельм и на бацинет одновременно.
Данный вопрос требует ещё выработки своей терминологии. Одна из таких попыток — введение термина «Сахарная голова» (англ. Sugarloaf), родившегося в среде военных реконструкторов. Термин этот — поверхностный и абстрактный, совершенно не привязанный к морфологии шлемов в целом — призванный умозрительно обозначать «горшковые» шлемы с забралом. Вместе с тем, большинство топфхельмов XIV века демонстрируют сходство с настоящей сахарной головой, совершенно независимо от того, есть на них забрало или нет.

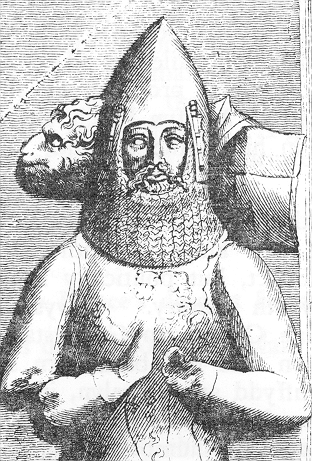
Надгробие сэра Риса ап Гриффидда, собор Св. Давида

С начала XIV века, практически повсеместно, тулья шлема становится конической, либо цельнокованной, либо клепаной из двух-трех пластин. Предличная пластина и назатыльник опускаются практически до самого уровня плеч, клиновидно опускаясь на спину и на грудь. В предличной пластине, в самом низу, прорезались парные (реже только с одной стороны) крестообразные отверстия, предназначенные для крепления прочной цепи, второй конец которой был закреплен на груди пластинчатого доспеха. Такое крепление шлема было обусловлено двумя задачами. Первая — предотвратить срывание шлема с головы владельца в рукопашной схватке. Примеры подобных захватов за шлем — с целью его сорвать, или сместить его на голове, сдвинув смотровые щели (тем самым лишить владельца обзора) — многократно изображены в сценах средневековых битв. Вторая причина — дополнительно снизить нагрузку при копейном ударе — не дать возможности сильно отклонить голову назад и травмировать шею — цепи удерживают шлем (и голову в нём) от резкого откидывания назад.
Миф о том, что цепи служили для того чтобы сбрасывать «тяжелый» и «неудобный» шлем при рукопашной схватке, не подтверждается ни средневековыми изображениями, ни нарративными источниками того периода, ни современными практическими экспериментами.

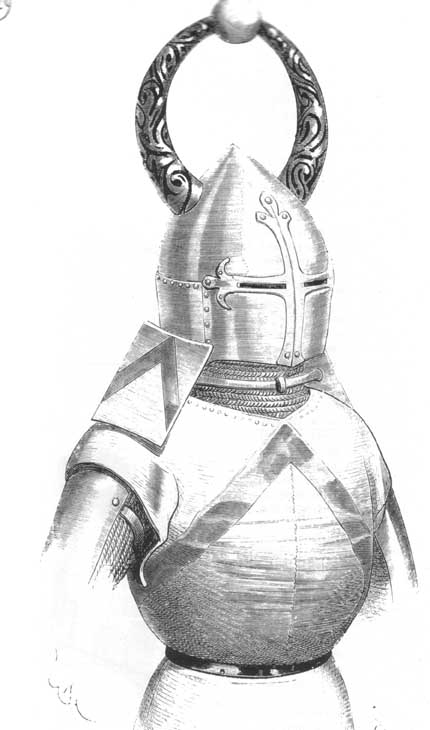
Шлем типа «сахарная голова» с «рогами» (наличие которых для сахарной головы нетипично). Иллюстрация из книги Эммануила Виолле-ле-Дюка

Окончательный отказ от этого вида шлема произошел на рубеже XIV—XV веков, когда война окончательно стала не только полевым сражением, где все решала схватка конных латников, но и периодом длительных военных кампаний, где использовались набеги, засады и т. п., когда от всадника потребовалась большая мобильность и универсальность. Врагом тяжеловооруженной конницы все чаще выступала пехота, лучники и арбалетчики, а также отряды легкой кавалерии. Для такой войны больше подходил бацинет (хундсгугель) с подвижным забралом, поскольку позволял быстро менять поле обзора (открывая-закрывая забрало), для ориентации в изменяющихся условиях боя, не выпуская оружия из рук.
Вместе с тем, весь опыт, наработанный за 200 лет существования данного типа шлема, был использован мастерами в дальнейшем — тяжелые турнирные шлемы типа «жабья голова» ведут свою родословную именно от топфхельма.

## Геральдика
Так как топфхельмы были чисто кавалерийскими шлемами, с распространением нашлемных геральдических украшений и введением их в гербы неотъемлемой принадлежностью дворянского герба стал топфхельм — таким образом дворянские гербы выделялись среди прочих. Сперва, в первой половине XIV века, шлемы были введены в гербы дворян Германии, а оттуда эта тенденция распространилась по всей Европе. В поздней геральдике, когда сам топфхельм уже вышел из практического употребления, иногда использовалась цветовая дифференциация шлемов — наличие позолоты указывало на высокое дворянское звание и знатность владельца герба, полностью позолоченный шлем — на принадлежность к королевскому роду. В некоторых королевских, графских или баронских гербах шлем сверху увенчивался короной соответствующей формы, как например в этом гербе Англии.
Ниже представлены варианты нашлемных украшений XIII—XIV веков.

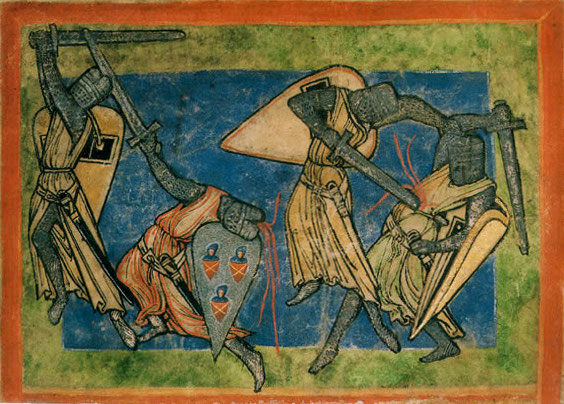
Батальная сцена. Миниатюра рукописи «Speculum Virginum» из библиотеки монастыря Св. Евхаристия и Св. Матвея в Трире, 1180—1200 гг[1].
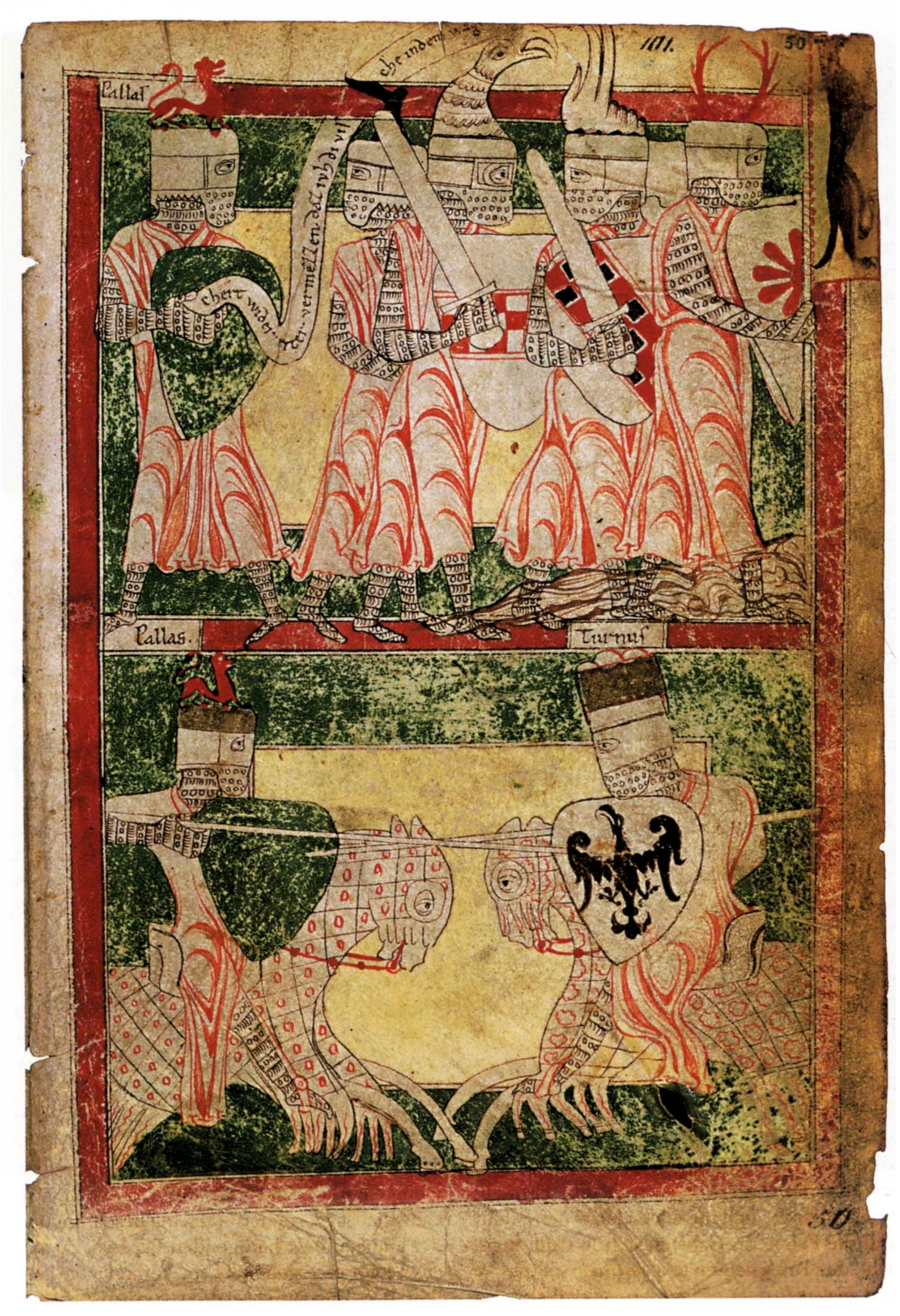
Миниатюра рукописи «Энеиды» Генриха фон Фельдеке, 1215 г. Разнообразные виды нашлемных фигур
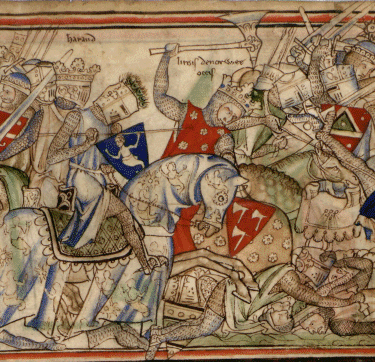
Битва при Стамфорд-Бридже. Миниатюра рукописи «Великой хроники» Матвея Парижского, XIII в.
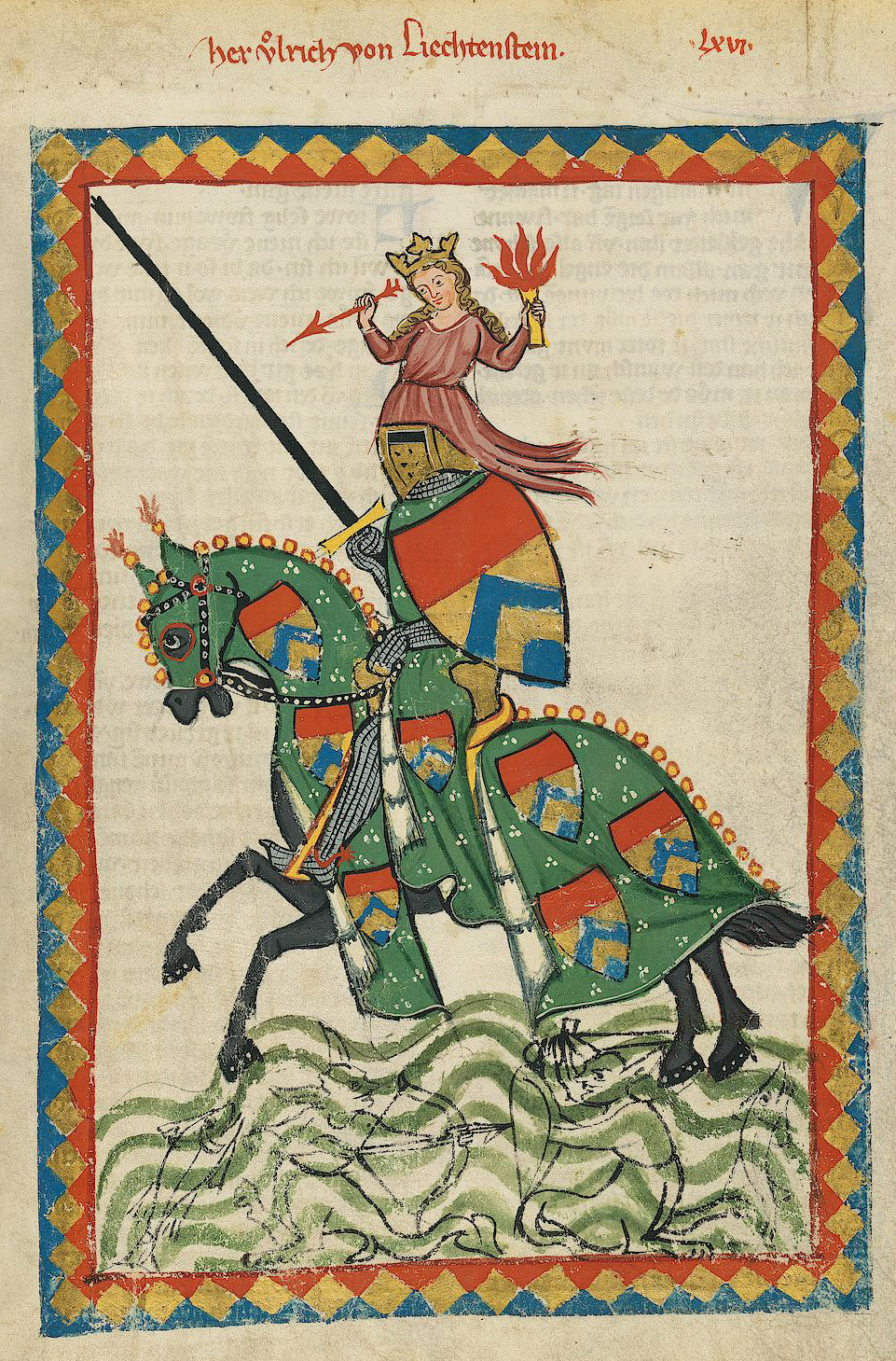
Ульрих фон Лихтенштейн. Миниатюра Манесского кодекса (1300). Нашлемная фигура — девушка со стрелой и факелом
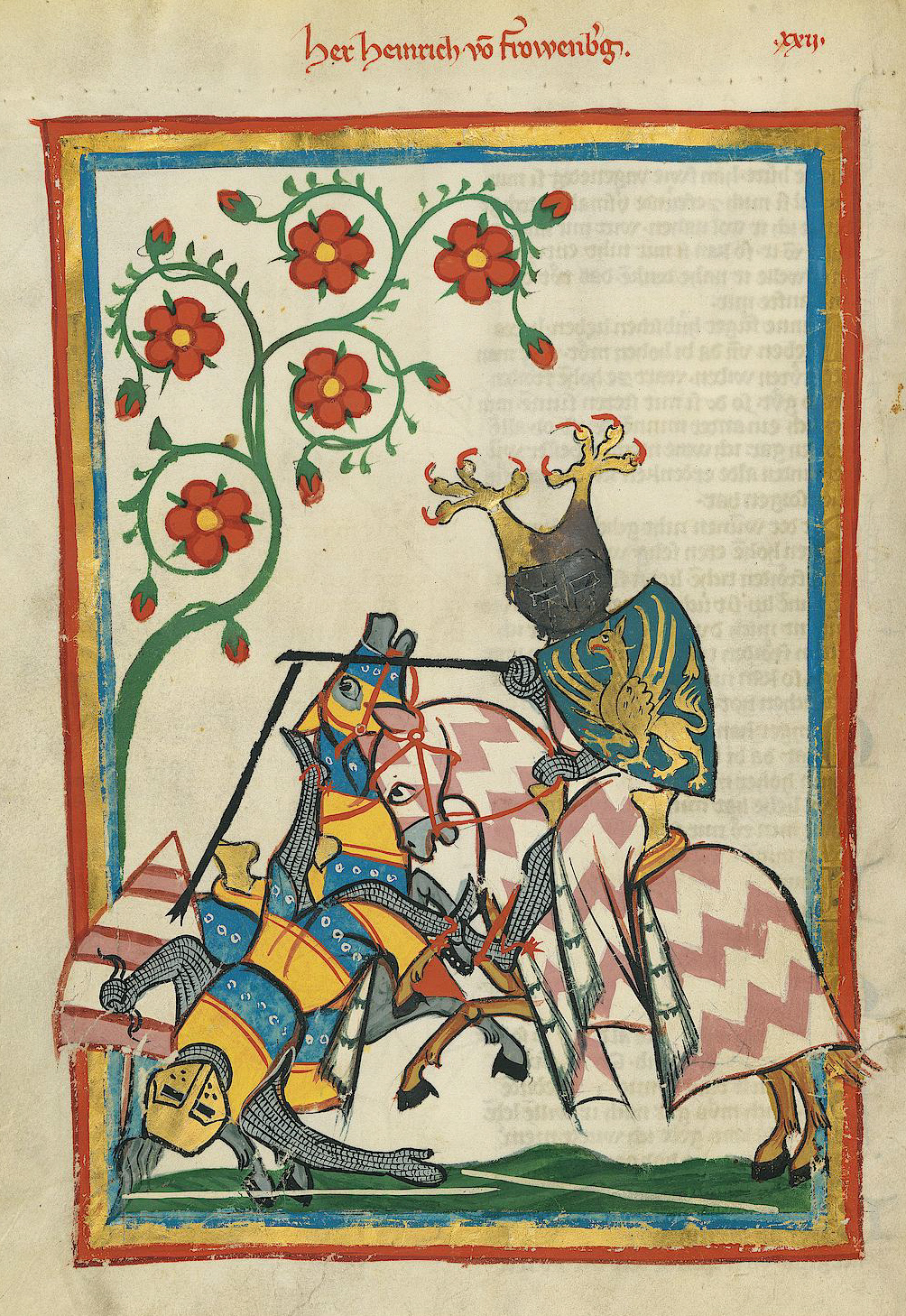
Швейцарский рыцарь-миннезингер Генрих фон Фрауенберг[нем.]. Миниатюра Манесского кодекса. Нашлемная фигура — орлиные лапы с когтями
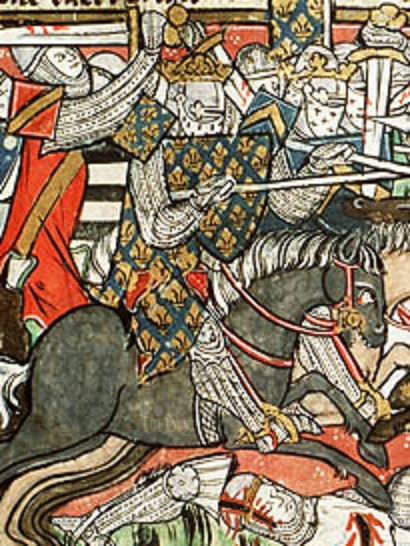
Хлодвиг I в битве. Миниатюра рукописи «Исторического зерцала» Якоба ван Марланта, 1325—1335 гг.
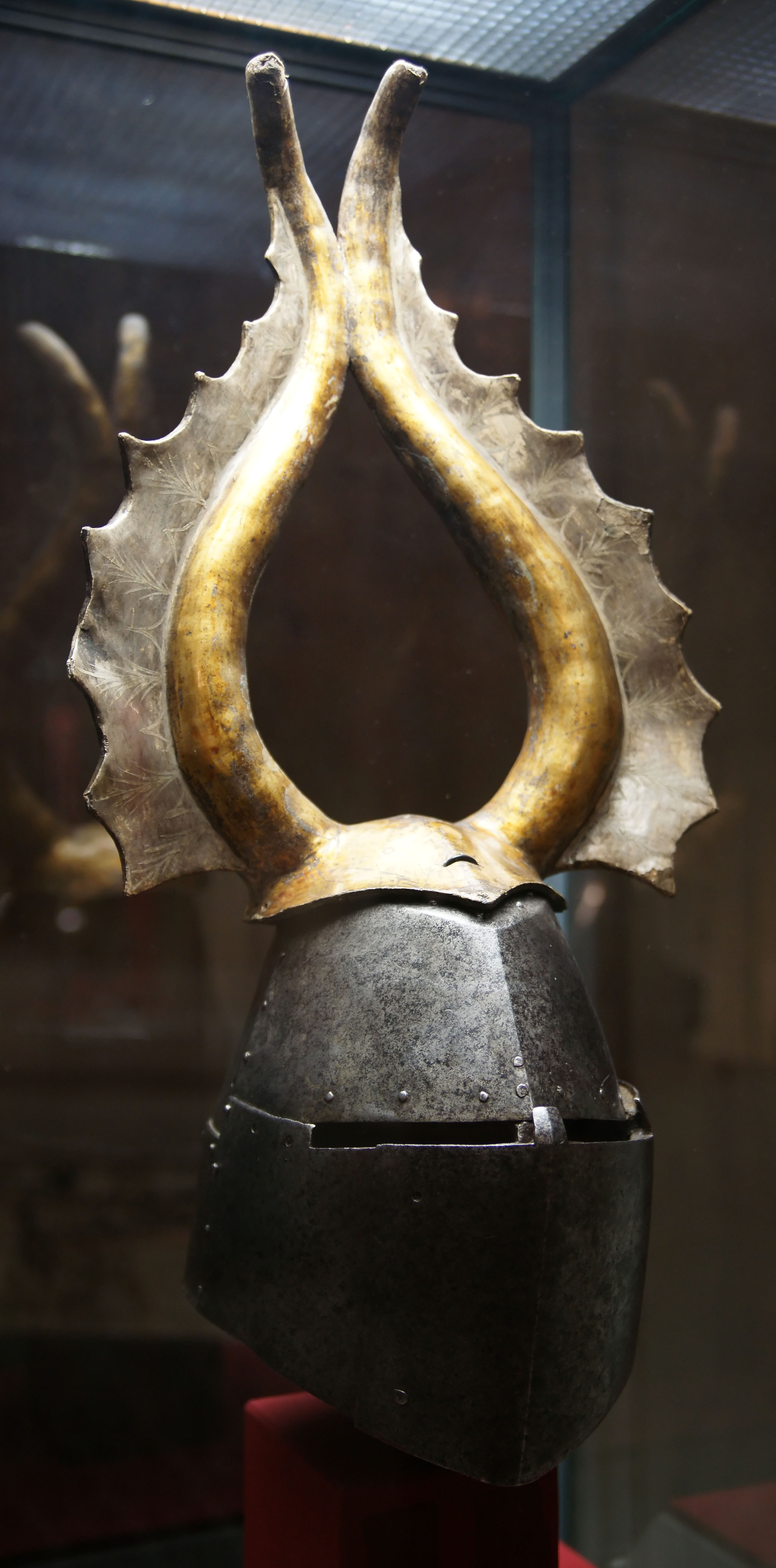
Топфхелм XIV века, принадлежавший Альберту фон Пранкху; нашлемная фигура — рога, выполненные из кожи. Из собрания Художественно-исторического музея в Вене
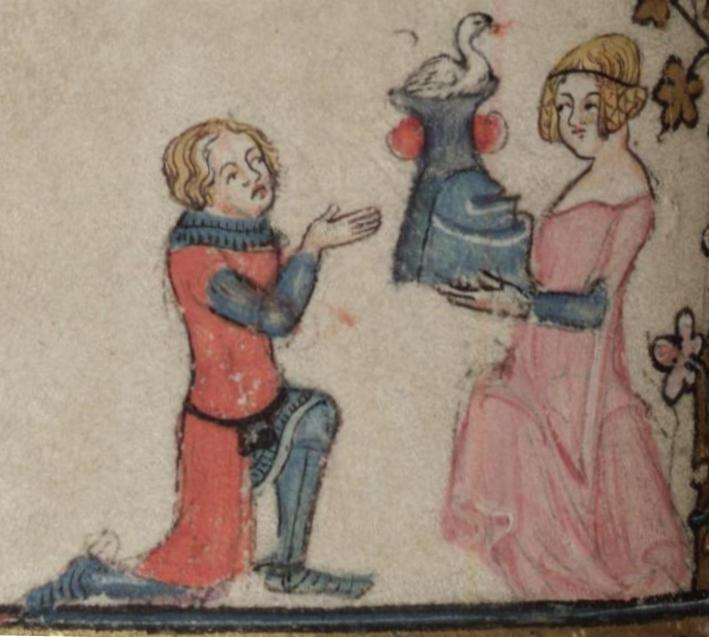
Дама подаёт шлем коленопреклонённому рыцарю. Миниатюра рукописи «Романа об Александре» (1338—1344) Нашлемная фигура — изображение лебедя
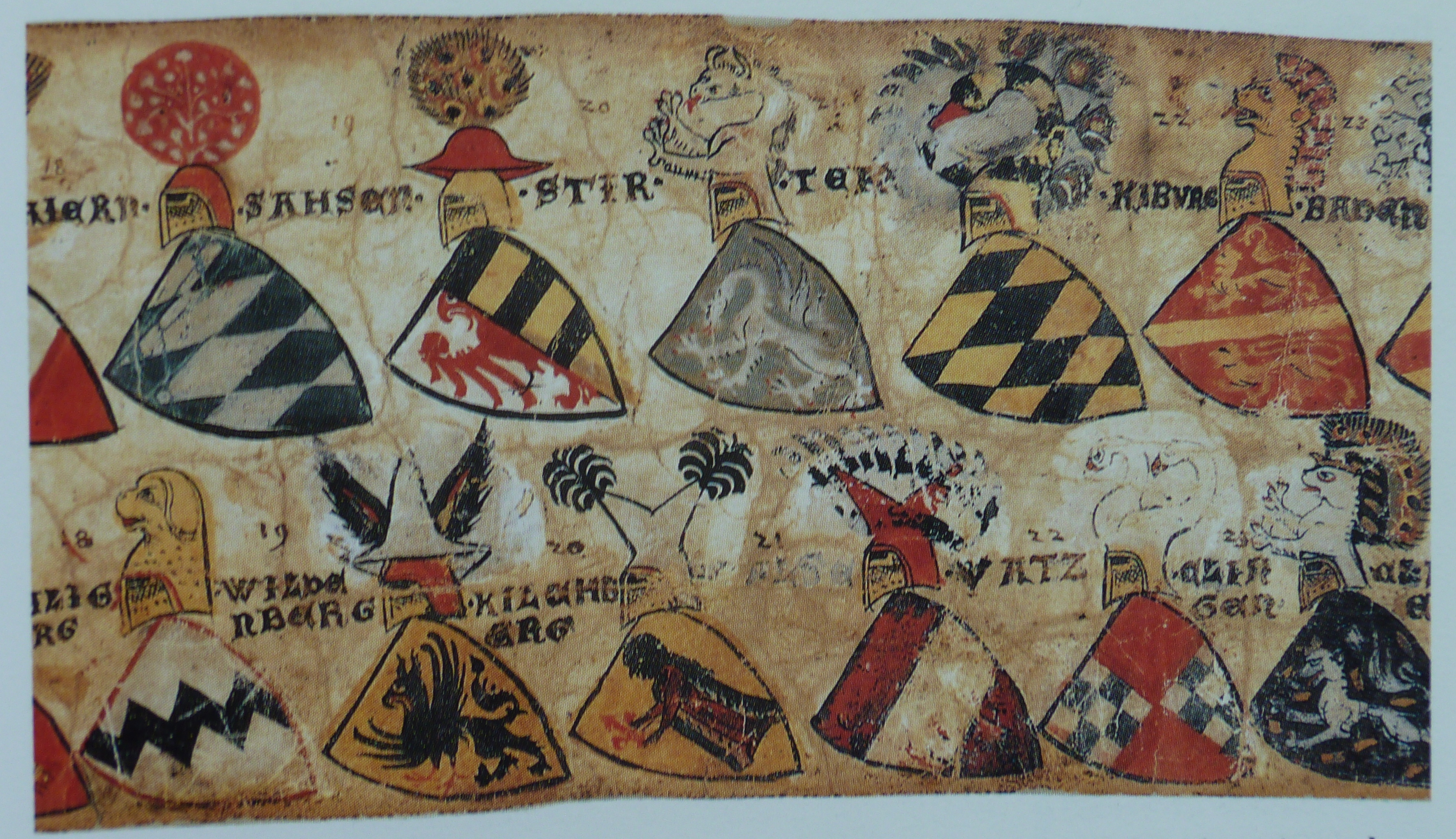
Страница из Цюрихского гербовника, 1340 г.

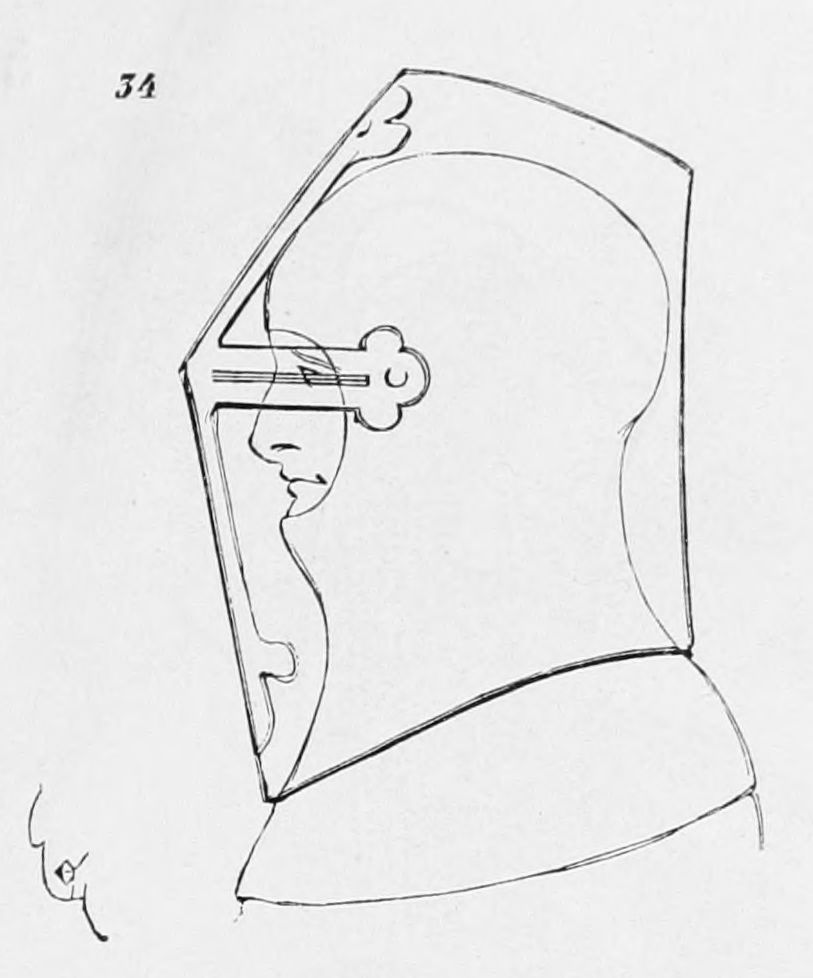
Большой шлем XIV века, использовавшийся на турнирах. Иллюстрация из книги Эммануила Виолле-Ле-Дюка

## Жаргонные названия
- Топ-хелм (англ. top-helm) — буквально «верхний шлем», искажённое нем. topfhelm — жаргонное название большого шлема (NB: название не используется специалистами, но встречается в среде любителей исторической реконструкции).
- Андер-хелм (англ. under-helm) — буквально «нижний шлем», жаргонное название бацинета или черепника, надевавшегося под Большой Шлем. (NB: название не используется специалистами и имеет ограниченное обращение в среде реконструкторов и ролевиков).
- Пот-хелм (англ. Pot-Helm) — придуманный термин, вероятно в американской Society for Creative Anachronism в конце XX века, никогда не использовавшийся в оружиеведении и имеющий ограниченное обращение в среде реконструкторов и ролевиков.
- Ведро — термин, изредка употребляемый в сленге отечественных реконструкторов, отражающий форму шлема и являющийся непреднамеренной калькой немецкого названия шлема.

## В сфрагистике

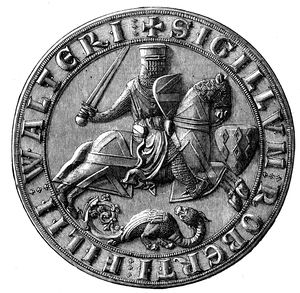
Печать сэра Роберта Фитцуолтера (1198). Топфхелм с защитой лица
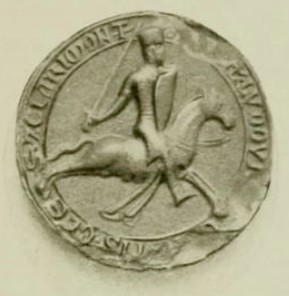
Печать Людовика Блуаского (1201). Топфхельм  с маской с крупными полукруглыми вырезами для обзора на стыке между ней и нижней гранью шлема
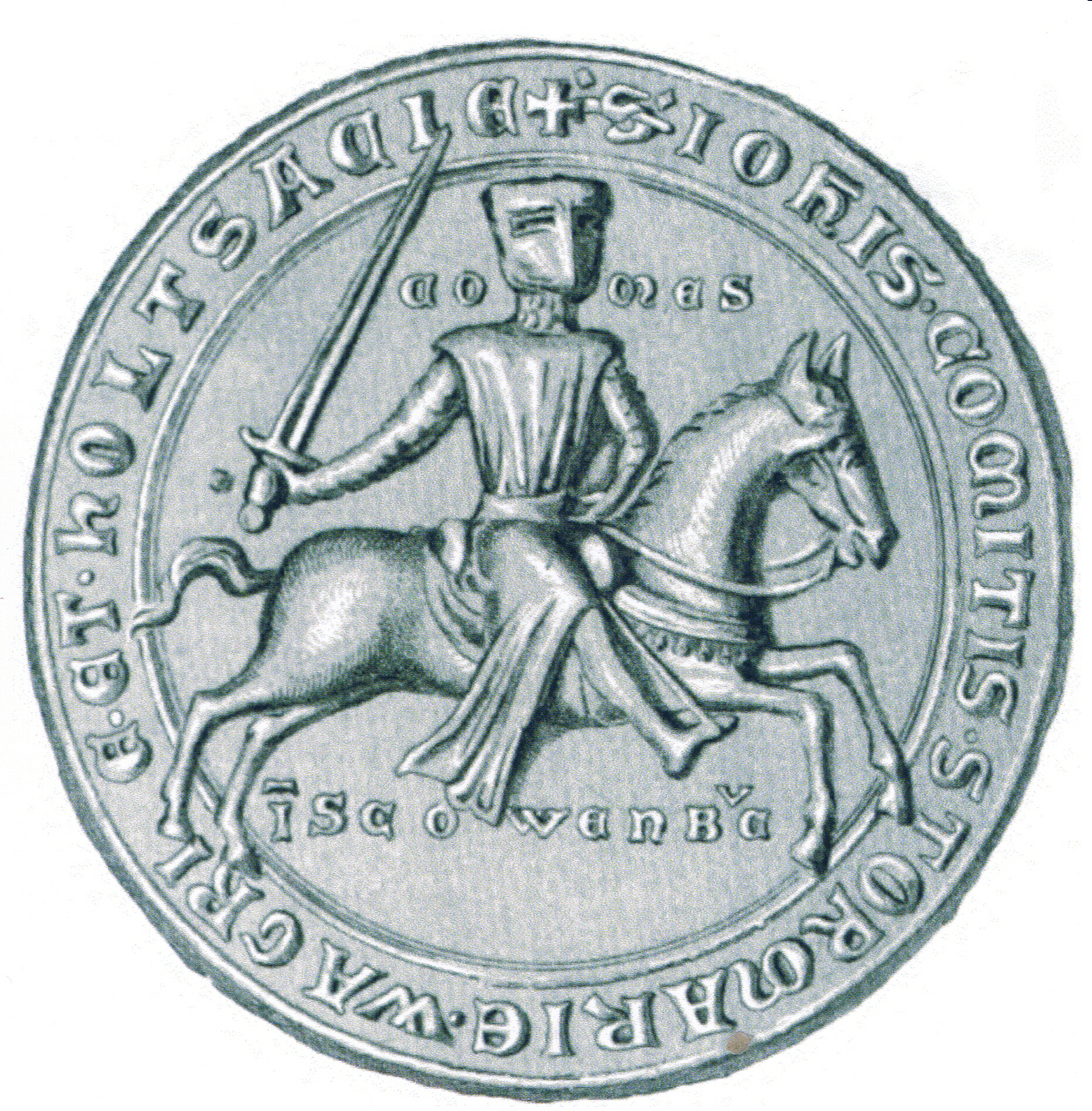
Печать Иоганна I, графа Гольштейн-Киля (1247—1259)
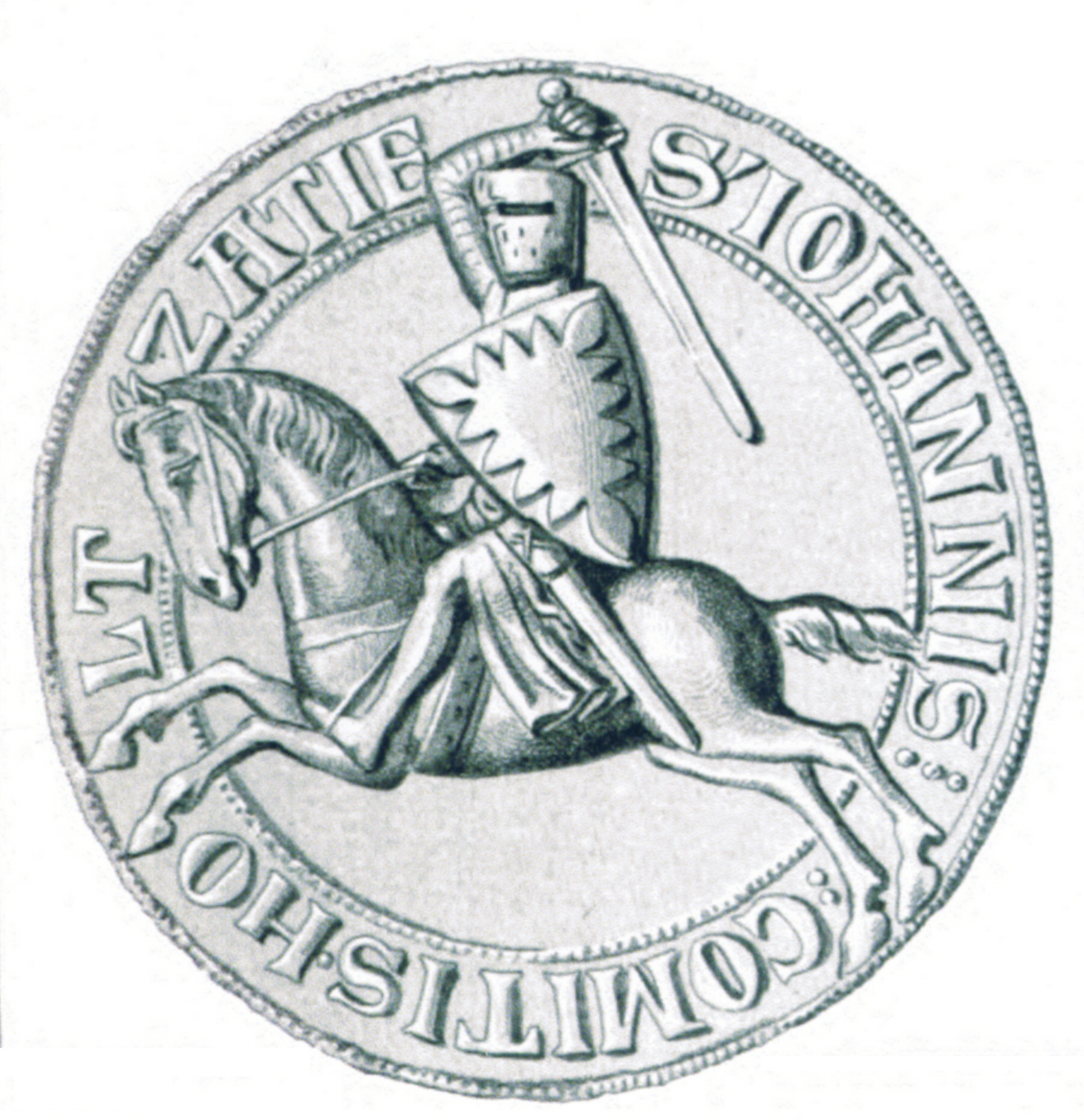
Печать Иоганна II, графа Гольштейн-Киля (1271—1302)
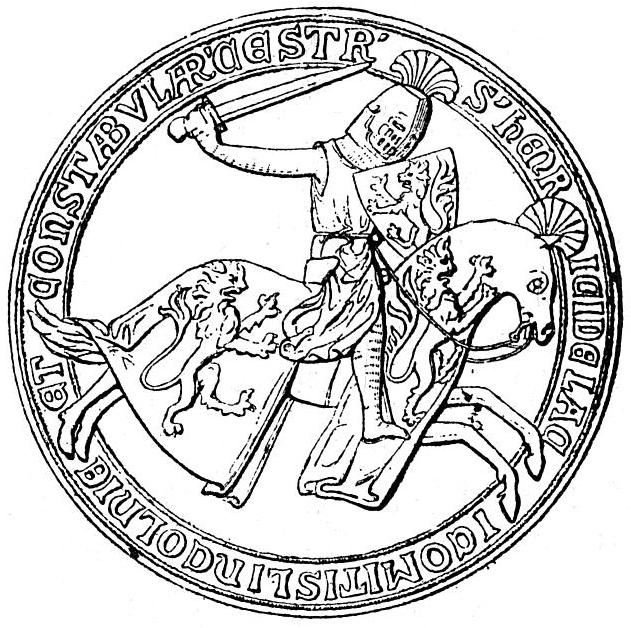
Печать Генри де Лейси, графа Линкольна (1251—1311)
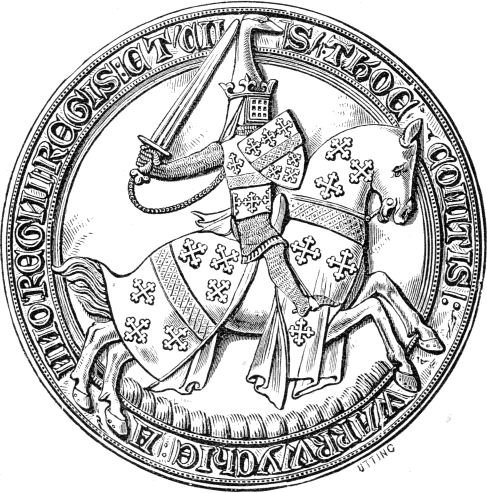
Печать сэра Томаса Бошана, графа Уорика (1344). Нашлемная фигура — голова лебедя